# الوكالة النرويجية للتعاون الإنمائي
الوكالة النرويجية للتعاون الإنمائي (نوراد) هي مديرية حكومية إنمائية تحت وزارة الخارجية النرويجية. في المسائل المتعلقة النرويج الدولية المناخ والغابات مبادرة التقارير إلى النرويجية وزارة المناخ والبيئة.
نوراد مهام المنصوص عليها في الوكالة من حيث المراجع السنوي وخطابات التخصيص الصادرة من قبل وزارة الشؤون الخارجية ووزارة المناخ والبيئة.
نوراد يعمل لضمان فعالية المساعدات الخارجية ، مع ضمان الجودة والتقييم. نوراد تمول المنظمات غير الحكومية ولا الخاصة البحوث والمشاريع. المدير العام الحالي هو جون لوموى . نوراد اعتادت أن تكون المساعدة الإنمائية الرسمية المنظمة في النرويج. اعتبارا من منتصف عام 2004 ، مسؤولية الدول المساعدة الإنمائية الرسمية وقد تم نقله إلى وزارة الخارجية النرويجية ، في حين نوراد تواصل تمويل أنشطة المنظمات غير الحكومية في البلدان النامية ، ويسهم في إدارة صناديق التنمية وتسعى إلى ضمان النرويجية للتعاون الإنمائي هو تقييم كفاءة.
نوراد تتكون من الأقسام التالية:
- مكتب المدير عام
- إدارة المناخ والطاقة والبيئة والبحث
- إدارة التعليم والصحة العالمية
- إدارة التنمية الاقتصادية الجنسانية والحوكمة
- قسم المجتمع المدني
- إدارة ضمان الجودة
- إدارة الاتصالات
- إدارة الموارد البشرية و الإدارة
- إدارة تقييم

## المالية
النرويج تمنح 36.6 مليار دولار في المساعدات الإنمائية في عام 2016، والذي يعادل 1.11 في المائة من الناتج القومي الإجمالي للنرويج.

## وصلات خارجية
- الوكالة الرسمية الصفحة الرئيسية